# Korjački okrug
Korjački okrug (ruski Коря́кский о́круг) ili Korjakija je administrativna jedinica unutar Kamčatskog kraja, u Rusiji. Nalazi se na poluotoku Kamčatci, na krajnjem sjeveroistoku azijskog kontinenta i obuhvaća sjevernu polovicu poluotoka i dio obližnjeg područja. 
Bio je federalni subjekt Rusije (autonomni okrug unutar Kamčatske oblasti) od 1931. do 1. srpnja 2007., kada je uklopljen u Kamčatsku oblast. Prije uklapanja zvao se  Korjački autonomni okrug (ruski Коря́кский автоно́мный о́круг).
Od ukupno 25,157 stanovnika (popis iz 2002.), oko četvrtine su Korjaci. Sa samo 25,157 stanovnika, bio je na dnu ruskih federalnih subjekata po broju stanovnika, unatoč tome što je bio 17. po površini (s 301,500 km²).
Urbano naselje Palana je administrativno središte Korjakije.